# مورل
مورل (به آلمانی: Morl) یک منطقهٔ مسکونی در آلمان است که در Petersberg واقع شده‌است.
 مورل  ۹۲۰ نفر جمعیت دارد.